# 황해 해전 (1904년)
황해 해전(일본어: 黄海海戦 고카이 카이센[*], 러시아어: Бой в Жёлтом море)은 1904년 8월 10일에 일본 제국 해군 연합함대와 러시아 제국 해군 제1태평양 함대(뤼순 함대) 사이에서 벌어진 해전이다. 이 해전에서 러시아 태평양 함대의 함선은 심하게 손상을 입고, 이후 대규모 해전을 치를 수 있는 여력을 잃었다.

## 배경
러시아 태평양 함대(이하 ‘뤼순 함대’) 사령관이며 뛰어난 해군 군인이었던 스테판 마카로프 중장이 일본 제국 해군 연합함대(이하 연합함대로 기술)와의 사이에 벌어진 일련의 전투에서 전사를 한다. 그 후임으로 사령관직을 대행하게 되었던 빌헬름 비트게프트 소장은 단단한 요새가 버티고 있는 뤼순 항에 최대한 틀어 박혀 연합함대와의 직접적인 충돌을 피하고, 함대를 보존하려는 소극적인 행동을 보인다. 그러나 극동 총독 예브게니 알렉세예프는 뤼순 함대를 블라디보스톡으로 회항시키도록 강력하게 주문했다.
이에 따라 1904년 6월 23일에 뤼순 함대는 일단 출항했지만, 연합함대와 마주치게 되자 즉시 항구로 되돌아 왔다. 그러나 일본 제국 육군이 여러 부대를 동원하여 육상에서 뤼순 요새를 공격하기 시작했다.
8월 들어 제3군과 행동을 같이하고 있던 일본 제국 해군 육전 중화기 부대가 대고산에 정밀 조준을 위해 관측소를 설치했다. 이를 이용하여 일본군은 뤼순항의 함선을 포격했다. 8월 9일, ‘전함 레트비잔’은 수선부에, ‘전함 체사레비치’는 함교에 명중탄을 맞아 손상을 입었고, 빌헬름 비트게프트 자신도 부상을 당하는 피해를 입었다. 비트게프트는 이대로 뤼순항에 함대를 두는 것은 위험하다고 판단하고, 함대 대부분을 뤼순항에서 블라디보스토크로 회항시키기로 결정했다. 또한 작은 포함으로 얼마 전에 기뢰를 맞아 수리중인 장갑순양함 ‘바얀’은 뤼순에 잔류시키기로 하였다. 한편 연합함대에서는 러시아 제국의 ‘발틱 함대’가 도착하기 전에 뤼순 함대를 괴멸시켜 두는 것이 함대 수가 부족한 일본에 최대한 유리하다고 생각했다. 또한 당면한 동해의 제해권을 확보해 둘 필요가 있었기 때문에, 뤼순 함대가 항구에서 나오는 것을 기다리고 있는 상황이었다.

## 해전

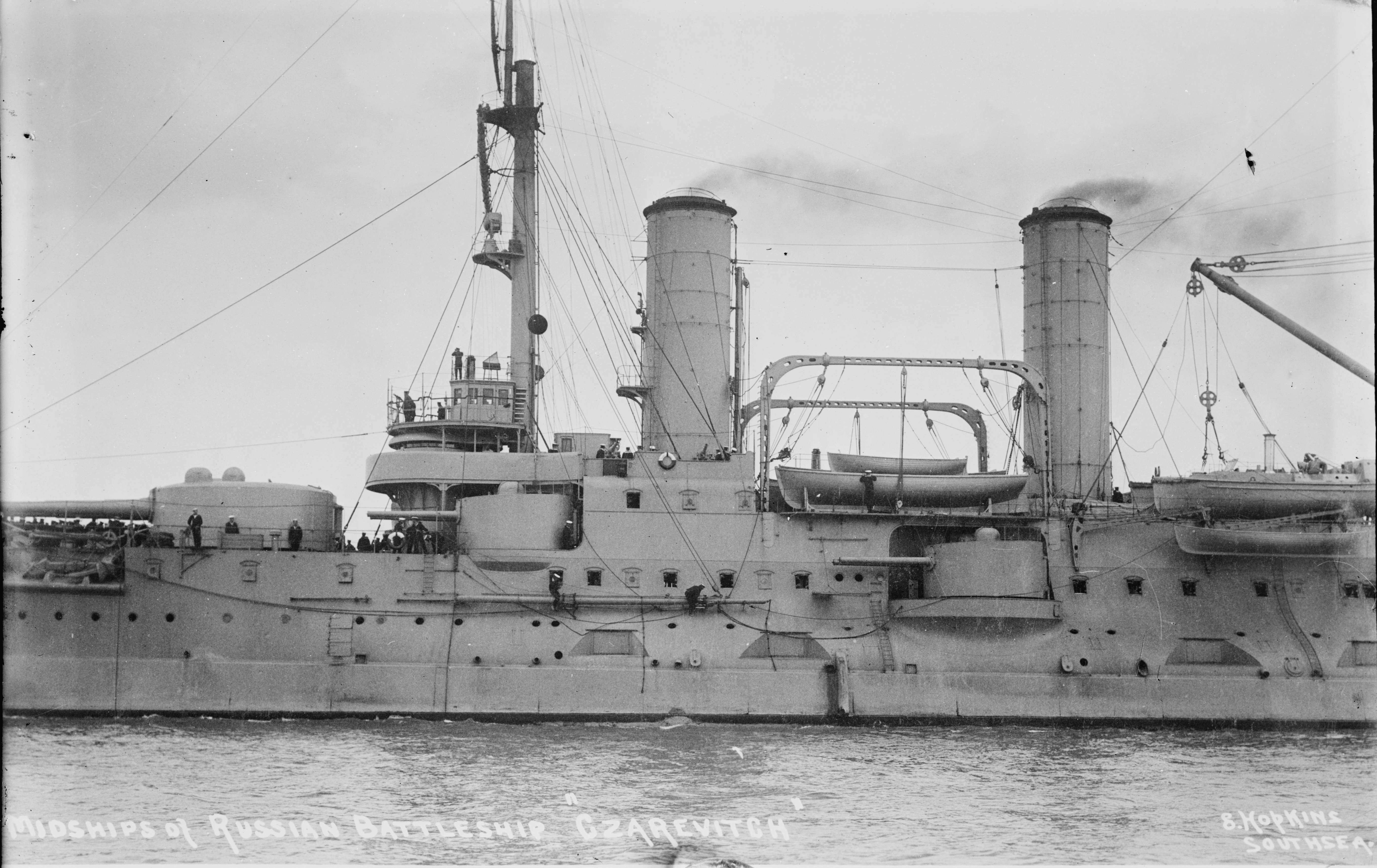
러시아 제국 전함 체사레비치

1904년 8월 10일 12시 30분에 연합함대는 뤼순 서남쪽 23해리 부근에서 남하해 온 ‘뤼순 함대’를 확인하고 공격을 시도한다. 그러나 뤼순 함대는 교전을 하지 않고, 시종 블라디보스토크 방면으로 도주에 충실했다. 일본 함대는 뤼순함대와의 7km 거리에서 ‘정자전법’을 실행하기 위해 함대 행동을 시작했지만, 뤼순 함대의 후방을 따라잡지 못했다. 15시 20분부터 추격을 시작했지만 포격을 재개할 수 있었던 것은 17시 30분에 이르러서였다.
18시 40분 뤼순함대 기함 ‘체사레비치’의 함교에 2발의 포탄이 직격했고, 빌헬름 비트게프트와 조타수가 전사했으며 이바노프 함장은 의식을 잃었다. 조타수가 조타 장치를 왼쪽으로 끌어 들여 쓰러진 후, 드립에 고장을 일으켰기 때문에 ‘체사레비치’가 왼쪽으로 급선회했고, 자 함대의 열에 돌진한 결과, 전체 함선은 사방으로 흩어졌다. 연합함대는 사방으로 흩어져 남하하는 뤼순 함대를 공격했고, 야간에는 어뢰 공격까지 시도했지만 실패했다.
뤼순 함대는 전함 페레스베트의 차석 지휘관 파벨 우흐톰스키 소장이 임시로 지휘하게 되었으며, 5척의 전함 (‘체사레비치’ 제외)과 1척의 순양함, 9척의 구축함이 침몰되지 않고 간신히 뤼순항으로 돌아왔다.
그러나 전함 ‘체사레비치’와 구축함 3척은 독일령 자오저우 만에서, 방호순양함 ‘아스콜드’와 구축함 1척은 상하이에서, 방호순양함 ‘다이아나’는 프랑스령 인도차이나의 사이공에서 프랑스 당국에 억류되었다. 방호순양함 노비크는 일본 열도를 우회하여 태평양으로 북상하여, 사할린의 코르사코프까지 도달했지만 추격해 온 방호순양함 지토세와 ‘쓰시마’에 의해 격파되었다.(코르사코프 해전). 또한 구축함 1척이 좌초되고, 자침한 다른 구축함 ‘레시테리누이’가 즈푸(현재의 옌타이 시)에 입항한 일본군에 노획되어 구축함 아카츠키(暁)로 편입되었다. 뤼순은 각 함의 피해를 복구할 수 없었으며, 이 결과 뤼순 함대는 그 이후 대대적인 작전을 펼칠 수 없게 되었다.
출격의 보고는 즈푸에 있던 러시아 영사의 손에 의해 블라디보스톡에 전달되고, 블라디보스톡 순양함대가 뤼순 함대를 엄호하기 위해 출격했다. 출격 30분 후에는 ‘레시테리누이’에서 보고 따라 출격 중지 명령이 내려졌지만, 함대는 오지 않았고 블라디보스토크 순양함대는 가미무라 히코노조 중장이 이끄는 제2함대에 울산 앞바다에서 포착되어 격파되었다. (울산 해전)

### 전상과 사상자
거의 7시간에 걸친 해전으로 쌍방 약 7,382발의 포탄을 주고 받았다.
| 전함       | 손상                                                 | 사상자                                                                        |
| ---------- | ---------------------------------------------------- | ----------------------------------------------------------------------------- |
| 체사레비치 | 13회 305 mm 포 피격, 2회 203 mm 피격                 | 12 승조원 전사, 47 승조원 부상. 1전대 제독 빌헬름 비트게프트가 이 전투로 사망 |
| 포베다     | 11회 대구경탄 피격                                   | 승조원 4명 전사 / 29명 부상                                                   |
| 페레스베트 | 39 피격                                              | 승조원 13명 전사 / 69명 부상                                                  |
| 폴타바     | 12 ~ 14회 피격, 203 ~ 305 mm 포                      | 승조원 12명 전사 / 43명 부상                                                  |
| 레트비잔   | 18회 피격, 203 ~ 305 mm 포                           | 승조원 6명 전사 / 42명 부상                                                   |
| 세바스토폴 | 여러 차례 피탄                                       | 승조원 1명 전사 / 62명 부상                                                   |
| 미카사     | 20 차례 피격, 후방 305 mm 포탑 동작불능              | 125 사상자                                                                    |
| 아사히     | 1회 305 mm 피격 (흘수선 근처, 상하 305 mm 포열 파열) | 2 승조원 부상                                                                 |
| 시키시마   | 1문 전현 305 mm 포열 파열                            |                                                                               |
| 야쿠모     | 1 305 mm 피격                                        |                                                                               |

1.7%.의 한 차례 피격율
도고 제독의 전열로 용감하게 뛰어들어 전함 결투전을 가로막아 러시아 기함의 파괴를 막았던 에두아르드 쉬인스노비치 대위는 이 작전에서 얻은 부상으로 1910년 4월에 58세의 일기로 사망하게 된다.

## 영향
이 해전 후 뤼순 함대의 주력함 중에서는 전함 ‘세바스토폴’이 지상 공격을 위해 몇 차례 출격했을 뿐, 그것도 어뢰를 맞은 이후는 제대로 된 출동은 할 수 없었다.
이후 사실 연구를 통해 해전 이후의 뤼순 함대는 함대 포를 분리하여 육상 요새로 돌려놓았고, 승무원을 육전 부대로 배치하여 함대로서의 전투 기능을 상실한 것을 발견했다. 그 결과 연합함대는 뤼순 함대를 괴멸한다는 목적을 달성하게 되었는데, 당시 일본 측은 그 사실을 알지 못했다. 따라서 뤼순 함대의 작전 능력이 아직 건재하다고 생각했기 때문에 육군에게 뤼순 요새 공략을 조기에 해달라고 요청하게 되었다. 또한 정자작전이 사실상 실패(적함과의 거리가 너무 멀리 떨어져 있었기 때문에)한 것이나 적함을 침몰할 수 없었던 것이 큰 과제로 남았다. 이 해전에서의 교훈을 얻어 쓰시마 해전에서 대승을 거둘 때 활용되었다.